# Psychoda reevesi
Psychoda reevesi és una espècie d'insecte dípter pertanyent a la família dels psicòdids que es troba a Nord-amèrica: Geòrgia (els Estats Units).

## Observacions
Larves d'aquesta espècie es van recollir d'algunes coves de l'estat de Geòrgia emprant excrements humans esterilitzats com a esquer.